# مرض ثنائي الطور
المرض ثنائي الطور (biphasic disease) هو مرض له مرحلتان متميزتان. في الأمراض ثنائية الطور السريرية، يتم فصل المراحل بشكل عام ترتيبًا زمنيًا. في الأورام ثنائية الطور من الناحية النسيجية (تسمى أيضًا الأورام ثنائية الطور)، يوجد نسيج ورمي (neoplastic tissue) يحتوي على عنصرين خلويين مختلفين. 

## أمثلة

### أمراض ثنائية الطور سريريًا
| | المرحلة الأولى النموذجية                                                                                    | المرحلة الثانية النموذجية |
| -------------------------------------------------------------------------------------------------- | --- | --- |
| نوع فرعي أوروبي (أو "غربي") من فيروس التهاب الدماغ المنقول بالقراد (tick-borne encephalitis virus) | مرض شبيه بالإنفلونزا خفيف نسبيًا                                                                             | تُصيب بعض الحالات، وتظهر بشكل عام مع ارتفاع في درجة الحرارة وأمراض عصبية ( التهاب الدماغ ) والتهاب السحايا و / أو التهاب السحايا والدماغ )             |
| داء البريميات (Leptospirosis )                                                                     | 4-9 أيام من الظهور المفاجئ لمرض شبيه بالإنفلونزا                                                            | الحمى واليرقان وآلام البطن والإسهال . فشل الأعضاء في الحالات الشديدة.                                                                                 |
| الجمرة الخبيثة                                                                                     | بعد حوالي 4 أيام ، يصاب المرضى بمرض شبيه بالإنفلونزا مصحوب بحمى وسعال غير منتج وألم عضلي يستمر حوالي 4 أيام | بدون علاج في الوقت المناسب ، تتبع مرحلة خاطفية ثانية ، تتميز بانخفاض ضغط الدم وضيق التنفس . قد تتطور هذه المرحلة حتى الموت في غضون 24 ساعة من بدايتها |

### الورم ثنائي التكون (Tumor biplasia)
| مرض                                          | العناصر الخلوية                               | العناصر الخلوية          |
| -------------------------------------------- | --------------------------------------------- | ------------------------ |
| الورم الغدي الليفي                           | ظهارة                                         | ستروما(اللحمة)           |
| \| ورم غدي صملاخي (Ceruminous adenoma[9]) \| | الخلايا الإفرازية اللمعية (luminal ) الداخلية | الخلايا العضلية الظهارية |
| ورم غدي صملاخي (Ceruminous adenoma)          |                                               |                          |